# Meu Brasil
Meu Brasil è un album della cantante italiana Ornella Vanoni, pubblicato nel 1980.
L'album  comprende canzoni di genere bossa nova:vi sono diversi inediti e raccoglie canzoni di album precedenti.

## Il disco
I testi, tranne quello del brano Fili, sono stati tradotti da Sergio Bardotti.

## Tracce
1. L'apprendista poeta (O poeta aprendiz) - 3:05 -  musica di Toquinho e Vinícius de Moraes
2. La gente e me (Chuva suor cerveja) - 3:39 -  musica di Caetano Veloso
3. Lui qui lui là (Eu so quero um xodò) - 3:36 -  musica di Dominguinhos, Anastacia
4. Costruzione (Construção) - 4:43 -  musica di Chico Buarque de Hollanda
5. Canta canta (Canta canta minha gente) - 2:23 -  tratto da Uomo mio, bambino mio
6. Fili (Feelings) - 3:54 -  musica di Morris Albert, testo di Giorgio Calabrese
7. Tatuaggio (Tatuagem) - 3:31 -  musica di Chico Buarque de Hollanda
8. Occhi negli occhi (Olhos nos olhos) - 3:00 -  musica di Chico Buarque de Hollanda
9. Samba della rosa (Samba da rosa) - 3:06 -   tratto da La voglia la pazzia l'incoscienza l'allegria
10. Terra - 4:29 -  tratto da Vanoni

## Musicisti
- Ornella Vanoni - voce